# Jens Matthies
Jens Matthies (* 29. Juni 1977 in Hamburg) ist ein ehemaliger deutscher Fußballspieler.

## Karriere

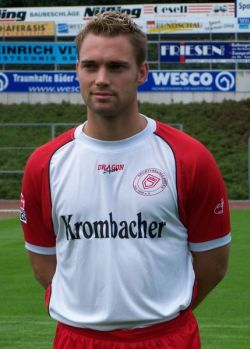
Jens Matthies im Trikot der Sportfreunde Siegen

Er spielte in der Jugend des MTV Tostedt und wechselte dann zum damaligen Oberligisten Harburger TB 1865. Im Jahr 2000 verpflichtete ihn der Zweitligist FC St. Pauli auf Empfehlung des ebenfalls aus dem Süderelbe-Raum stammenden Ex-Spielers Jens Duve. Matthies war zwar dann auch im Bundesligakader 2001/02 des FC St.Pauli, absolvierte jedoch kein Spiel. Auch im darauffolgenden Jahr in der 2. Bundesliga bestritt er nur ein Spiel im Trikot der Hamburger. Erst im vierten Jahr bei dem Hamburger Club kam Matthies zum Zuge und war bei 27 Spielen in der Regionalliga Nord aktiv. Zwischen den Jahren 2004 und 2006 war er für die Sportfreunde Siegen im Einsatz. 2005 stieg er mit dem Verein in die Zweite Fußball-Bundesliga auf und im darauffolgenden Jahr wieder ab. Im Sommer 2006 wechselte er in die Bayernliga zur SpVgg Weiden, mit der er in der Saison 2008/09 in die Regionalliga Süd aufstieg. Zur Saison 2010/11 wechselte er zum Kreisklassisten TuS Rosenberg, um dort als Spielertrainer zu agieren. Inzwischen spielt er für den Landesligisten DJK Gebenbach. Dort endete im Sommer 2016 auch seine aktive Spielerkarriere.